# Kobylin (powiat grójecki)
Kobylin – wieś sołecka w Polsce położona w województwie mazowieckim, w powiecie grójeckim, w gminie Grójec.
Wieś szlachecka Kobylino położona była w drugiej połowie XVI wieku w powiecie grójeckim ziemi czerskiej województwa mazowieckiego. Do 1954 roku istniała gmina Kobylin. W latach 1975–1998 miejscowość należała administracyjnie do województwa radomskiego.
Znajduje się tutaj pałac z połowy XIX wieku, według projektu Władysława Marconiego, syna Henryka Marconiego. W trakcie II wojny światowej w pałacu znajdowała się siedziba Kreishauptmanna Wernera Zimmermanna. Ostatnią właścicielką Pałacu w Kobylinie była Luciana Frassati - Gawrońska, matka Jasia Gawronskiego.